# Węgry na Zimowych Igrzyskach Olimpijskich 1964
Węgry na Zimowych Igrzyskach Olimpijskich 1964 reprezentowało 28 zawodników: 22 mężczyzn i 6 kobiet. Był to dziewiąty start reprezentacji Węgier na zimowych igrzyskach olimpijskich.

## Skład kadry

### Biegi narciarskie
Kobiety
| Konkurencja | Zawodniczka    | Bieg    | Bieg    |
| Konkurencja | Zawodniczka    | Czas    | Pozycja |
| ----------- | -------------- | ------- | ------- |
| 5 km        | Katalin Hemrik | 21:26.7 | 29      |
| 10 km       | Mária Tarnai   | 48:18.9 | 30      |
| 10 km       | Éva Balázs     | 46:04.7 | 19      |

Kobiety sztafeta 3 x 5 km
| Zawodniczki                            | Bieg      | Bieg    |
| Zawodniczki                            | Czas      | Pozycja |
| -------------------------------------- | --------- | ------- |
| Éva Balázs Mária Tarnai Katalin Hemrik | 1'10:16.3 | 8       |

### Hokej na lodzie
Mężczyźni
Skład drużyny:
| Skład |
| --- |
| József Babán · Árpád Bánkuti · János Beszteri · Péter Bikár · Gábor Boróczi · László Jakabházy · József Kertész · Lajos Koutny · Ferenc Lőrincz · György Losonczi · Károly Orosz · György Raffa · György Rozgonyi · Béla Schwalm · Mátyás Vedres · János Ziegler · Viktor Zsitva · Trener: György Pasztor |

### Runda kwalifikacyjna
| 28 stycznia 1964 | ZSRR | 19:1 | Węgry | Messehalle |

| Godzina: 14:00 |  | (8:0, 6:0, 5:1) |  |  |

### Grupa pocieszenia
| Drużyna    | M | Mecze | Mecze | Mecze | Bramki | Bramki | Bramki | Pkt |
| Drużyna    | M | W     | R     | P     | +      | -      | +/-    | Pkt |
| ---------- | - | ----- | ----- | ----- | ------ | ------ | ------ | --- |
| Polska     | 7 | 6     | 0     | 1     | 40     | 13     | +27    | 12  |
| Norwegia   | 7 | 5     | 0     | 2     | 40     | 19     | +21    | 10  |
| Japonia    | 7 | 4     | 1     | 2     | 35     | 31     | +4     | 9   |
| Rumunia    | 7 | 3     | 1     | 3     | 31     | 28     | +3     | 7   |
| Austria    | 7 | 3     | 1     | 3     | 24     | 28     | -2     | 7   |
| Jugosławia | 7 | 3     | 1     | 3     | 29     | 37     | -8     | 7   |
| Włochy     | 7 | 2     | 0     | 5     | 24     | 42     | -18    | 4   |
| Węgry      | 7 | 0     | 0     | 7     | 14     | 39     | -25    | 0   |

Wyniki
| 30 stycznia 1964 | Włochy | 6:4 | Węgry | Messehalle |

| Godzina: 14:00 |

| 1 lutego 1964 | Austria | 3:0 | Węgry | Messehalle |

| Godzina: 17:00 |

| 3 lutego 1964 | Węgry | 2:6 | Polska | Eisstadion |

| Godzina: 14:00 |

| 5 lutego 1964 | Norwegia | 6:1 | Węgry | Messehalle |

| Godzina: 20:00 |

| 6 lutego 1964 | Węgry | 2:4 | Jugosławia | Messehalle |

| Godzina: 14:00 |

| 8 lutego 1964 | Węgry | 2:6 | Japonia | Messehalle |

| Godzina: 17:30 |

| 9 lutego 1964 | Węgry | 3:8 | Rumunia | Messehalle |

| Godzina: 10:00 |

### Łyżwiarstwo figurowe
Mężczyźni
| Zawodnik   | J.O. | J.D. | Punkty | Miejsce | Pozycja |
| ---------- | ---- | ---- | ------ | ------- | ------- |
| Jenö Ébert | 22   | 18   | 1586.9 | 188     | 21      |

Kobiety
| Zawodniczka    | J.O. | J.D. | Punkty | Miejsce | Pozycja |
| -------------- | ---- | ---- | ------ | ------- | ------- |
| Zsuzsa Almássy | 20   | 14   | 1702.2 | 159     | 17      |

### Łyżwiarstwo szybkie
Mężczyźni
| Konkurencja | Zawodnik       | Wyścig  | Wyścig  |
| Konkurencja | Zawodnik       | Czas    | Pozycja |
| ----------- | -------------- | ------- | ------- |
| 500 m       | György Ivánkai | 44.3    | 40      |
| 500 m       | Mihály Martos  | 44.0    | 37      |
| 1500 m      | Mihály Martos  | 2:26.8  | 50      |
| 1500 m      | György Ivánkai | 2:19.9  | 38      |
| 5000 m      | Mihály Martos  | 8:47.1  | 41      |
| 5000 m      | György Ivánkai | 8:19.4  | 26      |
| 10,000 m    | György Ivánkai | 17:47.3 | 33      |

Kobiety
| Konkurencja | Zawodniczka    | Wyścig | Wyścig  |
| Konkurencja | Zawodniczka    | Czas   | Pozycja |
| ----------- | -------------- | ------ | ------- |
| 500 m       | Kornélia Ihász | 50.9   | 25      |
| 1500 m      | Kornélia Ihász | 2:35.1 | 20      |
| 3000 m      | Kornélia Ihász | 5:41.4 | 18      |

### Narciarstwo alpejskie
Kobiety
| Zawodniczka             | Konkurencja   | Zjazd 1 | Zjazd 1 | Zjazd 2 | Zjazd 2 | Ogólnie | Ogólnie |
| Zawodniczka             | Konkurencja   | Czas    | Pozycja | Czas    | Pozycja | Czas    | Pozycja |
| ----------------------- | ------------- | ------- | ------- | ------- | ------- | ------- | ------- |
| Ildikó Szendrődi-Kővári | Zjazd         |         |         |         |         | 2:22.22 | 43      |
| Ildikó Szendrődi-Kővári | Slalom Gigant |         |         |         |         | 2:19.24 | 41      |
| Ildikó Szendrődi-Kővári | Slalom        | 55.86   | 29      | 59.05   | 26      | 1:54.91 | 26      |

### Skoki narciarskie
| Zawodnik      | Konkurencja       | 1 seria | 1 seria | 2 seria | 2 seria | Ogólnie | Ogólnie |
| Zawodnik      | Konkurencja       | Skok    | Punkty  | Skok    | Punkty  | Punkty  | Pozycja |
| ------------- | ----------------- | ------- | ------- | ------- | ------- | ------- | ------- |
| László Gellér | Skocznia normalna | 74.5    | 97.9    | 72.0    | 91.6    | 189.5   | 42      |
| László Csávás | Skocznia normalna | 69.0    | 86.1    | 67.0    | 84.8    | 170.9   | 52      |
| László Csávás | Skocznia duża     | 74.0    | 83.9    | 71.0    | 85.9    | 169.8   | 49      |
| László Gellér | Skocznia duża     | 82.0    | 95.3    | 77.5    | 92.1    | 187.4   | 34      |